# 三無農民
三無農民，是指中華人民共和國對居住在城市貧民窟農民的統稱，「三無」是指無土地、無工作和無社保。
由於中國經濟高速發展，城市、市鎮和工業區需要大量土地，政府會強制收回農民的農地，令他們失去維生的農田，由於政府缺乏對這些農民的措施，令從事農業生產的農民失業，成為中國重要的社會問題，估計中國有3000萬人三無農民。

## 外部連結
- 總理最牽掛的人--「三無」農民（页面存档备份，存于）